# 马尼温塞卢什
马尼温塞卢什是葡萄牙波尔图区的一个堂区。总面积5.25平方公里，总人口504人，人口密度96人/平方公里。